# Snowboarding na Zimowych Igrzyskach Olimpijskich 2022 – drużynowy snowboard cross
Drużynowy snowboard cross – jedna z konkurencji rozgrywanych w ramach snowboardingu na Zimowych Igrzyskach Olimpijskich w Pekinie. Zawodnicy rywalizowali w dniu 12 lutego w Genting Snow Park w Zhangjiakou. Konkurencja była rozgrywana na igrzyskach po raz pierwszy.

## Terminarz
| Data      | Konkurencja  | Godzina rozpoczęcia | Godzina rozpoczęcia |
| Data      | Konkurencja  | UTC+08:00           | CET                 |
| --------- | ------------ | ------------------- | ------------------- |
| 12 lutego | Ćwierćfinały | 10:00               | 03:00               |
| 12 lutego | Półfinały    | 10:30               | 03:30               |
| 12 lutego | Finały       | 10:50               | 03:50               |

## Wyniki

### Ćwierćfinały

#### Ćwierćfinał 1
| Pozycja | Nr | Reprezentacja | Zawodnicy                                    | Uwagi |
| ------- | -- | ------------- | -------------------------------------------- | ----- |
| 1.      | 1  | Włochy 1      | Omar Visintin Michela Moioli                 | Q     |
| 2.      | 8  | Niemcy 1      | Martin Nörl Jana Fischer                     | Q     |
| 3.      | 9  | Francja 2     | Loan Bozzolo Julia Pereira de Sousa Mabileau |       |

#### Ćwierćfinał 2
| Pozycja | Nr | Reprezentacja       | Zawodnicy                           | Uwagi |
| ------- | -- | ------------------- | ----------------------------------- | ----- |
| 1       | 5  | Stany Zjednoczone 1 | Nick Baumgartner Lindsey Jacobellis | Q     |
| 2       | 13 | Szwajcaria 1        | Kalle Koblet Sophie Hediger         | Q     |
| 03 !    | 4  | Australia 1         | Cameron Bolton Belle Brockhoff      | DNF   |
| 04 !    | 12 | Australia 2         | Adam Lambert Josie Baff             | DNF   |

#### Ćwierćfinał 3
| Pozycja | Nr | Reprezentacja                 | Zawodnicy                     | Uwagi |
| ------- | -- | ----------------------------- | ----------------------------- | ----- |
| 1.      | 14 | Rosyjski Komitet Olimpijski 1 | Daniil Donskikh Kristina Paul | Q     |
| 2.      | 6  | Kanada 1                      | Éliot Grondin Meryeta O'Dine  | Q     |
| 3.      | 11 | Stany Zjednoczone 2           | Jake Vedder Faye Gulini       |       |
| 4.      | 3  | Francja 1                     | Merlin Surget Chloé Trespeuch |       |

#### Ćwierćfinał 4
| Pozycja | Nr | Reprezentacja     | Zawodnicy                          | Uwagi |
| ------- | -- | ----------------- | ---------------------------------- | ----- |
| 1.      | 15 | Wielka Brytania 1 | Huw Nightingale Charlotte Bankes   | Q     |
| 2.      | 10 | Włochy 2          | Lorenzo Sommariva Caterina Carpano | Q     |
| 3.      | 7  | Kanada 2          | Liam Moffatt Tess Critchlow        |       |
| 4.      | 2  | Austria 1         | Alessandro Hämmerle Pia Zerkhold   |       |

### Półfinały

#### Półfinał 1
| Pozycja | Nr | Reprezentacja       | Zawodnicy                           | Uwagi |
| ------- | -- | ------------------- | ----------------------------------- | ----- |
| 1.      | 1  | Włochy 1            | Omar Visintin Michela Moioli        | Q     |
| 2.      | 5  | Stany Zjednoczone 1 | Nick Baumgartner Lindsey Jacobellis | Q     |
| 3.      | 8  | Niemcy 1            | Martin Nörl Jana Fischer            |       |
| 4.      | 13 | Szwajcaria 1        | Kalle Koblet Sophie Hediger         |       |

#### Półfinał 2
| Pozycja | Nr | Reprezentacja                 | Zawodnicy                          | Uwagi |
| ------- | -- | ----------------------------- | ---------------------------------- | ----- |
| 1.      | 10 | Włochy 2                      | Lorenzo Sommariva Caterina Carpano | Q     |
| 2.      | 6  | Kanada 1                      | Éliot Grondin Meryeta O'Dine       | Q     |
| 3.      | 15 | Wielka Brytania 1             | Huw Nightingale Charlotte Bankes   |       |
| 4.      | 14 | Rosyjski Komitet Olimpijski 1 | Daniił Donskich Kristina Paul      |       |

### Finały

#### Mały finał
| Pozycja | Nr | Reprezentacja                 | Zawodnicy                        | Uwagi |
| ------- | -- | ----------------------------- | -------------------------------- | ----- |
| 5.      | 8  | Niemcy 1                      | Martin Nörl Jana Fischer         |       |
| 6.      | 15 | Wielka Brytania 1             | Huw Nightingale Charlotte Bankes |       |
| 7.      | 13 | Szwajcaria 1                  | Kalle Koblet Sophie Hediger      |       |
| 8.      | 14 | Rosyjski Komitet Olimpijski 1 | Daniił Donskich Kristina Paul    |       |

#### Duży finał
| Pozycja | Nr | Reprezentacja       | Zawodnicy                           | Uwagi |
| ------- | -- | ------------------- | ----------------------------------- | ----- |
| 01 !    | 5  | Stany Zjednoczone 1 | Nick Baumgartner Lindsey Jacobellis |       |
| 02 !    | 1  | Włochy 1            | Omar Visintin Michela Moioli        |       |
| 03 !    | 6  | Kanada 1            | Éliot Grondin Meryeta O'Dine        |       |
| 4.      | 10 | Włochy 2            | Lorenzo Sommariva Caterina Carpano  |       |